# Вакцинація проти COVID-19 у Джибуті
Вакцинація проти COVID-19 у Джибуті — це кампанія масової імунізації населення Джибуті проти COVID-19 під час пандемії коронавірусної хвороби. Вакцинальна кампанія в країні розпочалась 15 березня 2021 року після отримання 24 тисяч доз вакцини «Ковішелд» виробництва компанії «AstraZeneca», отриманої через COVAX.

## Хронологія
До кінця березня 2021 року було введено 455 доз вакцини.
До кінця квітня 2021 року було введено 11343 дози вакцини.
До кінця травня 2021 року було введено 14943 дози вакцини.
До кінця червня 2021 року було введено 35606 доз вакцини.
До кінця серпня 2021 року було введено 54229 доз вакцини.
До кінця вересня 2021 року було введено 67229 доз вакцини.
До кінця жовтня 2021 року було введено 92097 доз вакцини. 7 % цільового населення було повністю вакциновано.
До кінця листопада 2021 року було введено 99679 доз вакцини. 7 % цільового населення були повністю вакциновані.
До кінця грудня 2021 року було введено 200309 доз вакцини. 23 % цільового населення були повністю вакциновані.
До кінця січня 2022 року було введено 213820 доз вакцини. 25 % цільового населення були повністю вакциновані.
До кінця лютого 2022 року було введено 240576 доз вакцини і повністю вакциновано 100289 осіб.
До кінця березня 2022 року було введено 259551 дозу вакцини і повністю вакциновано 109762 осіб.
До кінця квітня 2022 року було введено 278643 вакцини і повністю вакциновано 119296 осіб.